# Paolo Oreni
Paolo Oreni (* 1979 in Treviglio) ist ein italienischer Organist.

## Leben
Paolo Oreni begann als Elfjähriger seine Ausbildung bei Giovanni Walter Zaramella am Musikinstitut Gaetano Donizetti in Bergamo. Er setzte seine Studien im Jahr 2000 am Konservatorium der Stadt Luxemburg fort. Er ergänzte seine Ausbildung bei Jean-Paul Imbert, Lydia Baldecchi Arcuri und Jean Guillou.
Oreni konzertiert international und lehrte u. a. bei der Internationalen Orgelakademie Altenberg (2012) und in St. Franziskus in München (2020) als Dozent. Mit Alessandro Marangoni spielt er im Duo Klavier/Orgel.

## Tondokumente
- Cremolino.  Chiesa della Nostra Signora del Carmine, Cremolino. Verlag Fugatto.
- Improvisations. Enthalten in: J. S. Bach, Toccata Fuge d-moll. ORGANpromotion, 2019.

## Wettbewerbe und Auszeichnungen
- 2002: Prix Interrégional-Diplòme de Concert, Luxemburg.[4]
- 2004: Orgelwettbewerb des Concours internationaux de la Ville de Paris: „Besondere Erwähnung“.[5]